# メカニックデザイン
メカニックデザイン は、フィクション作品に登場するメカ類つまり空想上のロボット・戦闘機・戦艦などのデザインを行う仕事やその担当者を指す和製英語。より正しい英語表現としてメカニカルデザイン（英: Mechanical Design）とも。

## 概要

### 呼称について
元サンライズ資料室室長の飯塚正夫は、「メカニックデザイン」という用語はダメで、「正確にはメカニカルデザインと呼ぶべきだ」と主張している。英単語で「機械の」を意味する形容詞が「mechanical」である点と、「mechanic design」は日本語に翻訳すれば「整備士（工員）デザイン」などとなり、これは英語としては意味の通らない語句である、というのがその根拠である。例えば『攻殻機動隊 STAND ALONE COMPLEX』の米国版ではMechanical Designと表記されている。近年ではプロダクションデザイン、あるいはデザインワークスという呼び方もあり、アニメのテロップで「メカニカルデザイン」と表記されることも多くなっている。
海外では既に「メカ」という言葉が日本風ロボット（またはいわゆる『リアルロボット』）を示す用語となっており、単に「メカデザイン」「メカデザイナー」と呼ぶことも可能であり、こちらも日本語でも英語でも意味の通る新造語である。
なお、特に北米のコアなアニメファン、「アニメ原理主義者」、日本のサブカルを崇拝する者、の中には、たとえ日本語でのクレジットが「メカニカルデザイン」であっても、その和製英語を英語に訳す時に、あえて奇妙な英語である「Mechanic Design」を使用し、日本的な雰囲気を出そうという行動が見られる。かつてSONYによってWalkman（ウォークマン）という文法破りの和製英語が作られ携帯式カセットプレーヤーの製品名になった時、その英語の奇妙さ、英語ネイティブには作り出せない妙な語感が、かえってまぎれもなく日本製であることの証明やシンボルのように感じられて、アメリカ人の間で「Walkman」という言葉がウケて広まったのと同じようなことであり、日本文化崇拝者は日本人の間違いまで模倣しようとする。

### 仕事内容について
アニメ、SF映画作品など、フィクション作品に登場する架空のロボット、戦闘機、戦艦、銃器等、あるいはアニメ作画のために用意する模型の機械をデザインする。キャラクターデザインという仕事の一種。

### 歴史
以前は美術監督やアニメーターが兼任していたが、1970年代後半頃から独立した役職となっている。日本で最初に独立したメカニックデザイナーとなったのは『機動戦士ガンダム』のデザインで有名な大河原邦男。最初の作品は『科学忍者隊ガッチャマン』である。2000年代に入ってからのアニメでは銃器デザイン、得物デザインと言った役職の細分化の傾向がある。
現在のアニメの制作現場においてキャラクターデザイナーの多くがアニメーター出身であるのに対し、メカデザイナーの場合はそうとは限らない。これはもともと戦闘機や戦艦といった現実のメカニックのデザインは美術の担当分野とされていたこと、メカデザイナーという職業が確立した黎明期に活躍していた大河原邦男、宮武一貴、村上克司といった面々が非アニメーター出身であったことなどにより、アニメ制作の現場ではメカニックデザイン担当には最初から専業のデザイナーを用意するのが慣例になっているためである。

## この仕事のデザインの特徴について
本物の機械設計者や本物のロボット設計者などとは異なり、最終的に動作する実物を作り出さなくても良い、という特徴がある。本当に動くように動力や機構を厳密に設計する必要がなく、あくまでフィクション作品中の視覚的なイメージや、子供向けの玩具や模型を作り出せば済む、という特徴もある。
ただし、だからと言って簡単な仕事というわけではなく、アニメの視聴者の好みを的確に把握してデザインをしなければならない。基本的には子供たちの、子供らしい空想や夢を掻き立てるようなデザインでなければならない。また同時に、アニメにメカ類を登場させて動かし、アクションさせるためには適度に線が少なく単純な形でなければならない。線や色数がやたら多かったり不規則・複雑な造形・配色をしていると、作画が困難になり経費がかさむ上に時間的な面でも制作を圧迫する。また玩具などキャラクター商品の制作に対しても、金型制作や塗装のコストが高く付く要因になる。また“はじめに玩具ありき”という形で企画が立ち上げられることが主流であった時代には、玩具メーカーの発言力が強く、第一に玩具としての面白さや生産性、すなわち、奇抜な合体・変形機構や角などの外観の迫力、強化部品や主人公メカの交代の豊富なバリエーション、他作品の玩具の金型の流用によるコスト削減など玩具メーカーの都合が優先されていたが、近年はデザインの美しさや作品自体との調和や、コンピューターグラフィックスや版権を利用した各種製品への応用のしやすさが求められる。

## 玩具メーカーとの関係について
かつて、ロボットアニメのメインスポンサーは、主に玩具メーカーが担っていた。これらの会社は、登場するメカをプラモデルや超合金（ダイカストモデル）として販売するために、まずメカを自社でデザインし、事前に玩具の試作品を製作することもあった。その上でそのメカが登場するアニメの制作を広告代理店や制作プロダクションに手配するという順序が一般的で、当時のアニメ側のメカニックデザイン職は、このメーカー製玩具のデザインをアニメーションの動画として使用できるデザインへと置き換える事と、商品化を前提としない脇役メカのデザインが実質的な業務である事も少なくなかったらしい。
現在では玩具メーカーのデザイナーではなく、メカニックデザイン職として専門職か相応のノウハウを持つ人物が企画立ち上げ期から関与し、アニメ・特撮など映像作品と玩具・立体造形物など関連商品の両面での使用を前提としたメカのデザインを行い、これが映像・関連商品の双方に反映されてゆく事が非常に多い。番組の内容やターゲットとする視聴者層によっては、メカニックデザインの善し悪しやスポンサーの販売する玩具へのデザインの反映の出来不出来が、番組やスポンサーが収益の最大の柱として想定する玩具類などの関連商品の売り上げに大きな影響を及ぼす事が多い。『鋼鉄ジーグ』などに代表されるように、作品・メカデザイン・玩具のコンセプトが高評価を得て関連商品がヒットすれば、映像作品側についても視聴率面では想定以下であろうとも作品として成功という扱いとなる事がある。逆に高視聴率やアニメファンの高評価があっても関連商品の売上が低迷すれば、スポンサーが販売を打ち切って番組から降板し、映像作品側の放映打ち切りの主要因となる事もある。また、収益という意味では商業流通するガレージキットなどの版権収入も、現在では決して無視する事ができない要素になっている。つまり、現在のメカニックデザイン職の作品への関与はより深いものになり、多くのアニメ・特撮作品において商業面での成否の一端を直接左右する重責を担うようになっている。
これらの事があるゆえに、過去の作品の商業的成功でスポンサーであるメーカーから厚い信頼を得て、アニメ作品などでメカニックデザイン担当者についてスポンサーサイドによって指名がなされる、あるいは選定においてスポンサーサイドの意向が大きな影響を与えたとされるケースは古くより多く見られている。逆に、デザイン造形を玩具などに置き換える事が難しい、あるいは部品や金型の点数を減らせず高コストになる造形、小児向け玩具では重要なポイントである安全性や耐久性の確保に難がある、この様な傾向のデザインをするデザイナーは、たとえデザインが秀逸とアニメ・特撮のファン層から高い評価を与えられようとも、スポンサー、特に玩具や立体造形物を手掛けるメーカーからは好まれない。

## 玩具化のためのデザイン簡略化の仕事（クリーンナップ・リファイン）について
小児玩具業界やプラモデル業界との本格的な協業の経験が少ない人物によってデザインされたメカでは、そのままではアニメーションとして動かすことや、玩具などの商品としての立体化や最適化を前提とした場合や、工業デザイナーやコンピューターゲーム業界の人物など、アニメ業界での経験が乏しい場合に、様々な制約が生じることがあり、適宜クリーンナップやリファインが必要となってくる。
この種の事例の代表的なものとしては、『宇宙戦艦ヤマト』で松本零士がデザインしたものを宮武一貴が、『機動戦士ガンダム』では富野喜幸がデザインしたものを大河原邦男がクリーンナップした。また、『∀ガンダム』では工業デザイナーのシド・ミードが手がけたデザインをメカニック作画監督の重田敦司がアニメ用にリファインしたケースがある。
また、原作付きのアニメ作品の中でも特にライトノベルを原作としたものでは、大半において原作側でアニメ化の時点までに何らかの挿絵が付けられている。これらの挿絵には作中に登場するメカが描かれていることがあり、アニメ化に当たってこれらのデザインを一部修正して使用することがある。これらデザインのリファインもメカニックデザイナーの仕事である。この場合はメカニックデザイナーとは別にデザイン原案として、挿絵画家の名前がクレジットに載る。

## 主なメカニックデザイナー
- 明貴美加（ガンダムシリーズ、機動戦艦ナデシコ、サクラ大戦シリーズなど）
- 阿久津潤一（GEAR戦士電童、機動戦士ガンダムSEED ASTRAY、アイドルマスター XENOGLOSSIAなど）
- アンモナイト（超時空騎団サザンクロス、炎のアルペンローゼ、赤い光弾ジリオン、天空戦記シュラト、ダライアス　など　）
- 荒牧伸志（メガゾーン23、ガサラキなど）
- 石垣純哉（機動天使エンジェリックレイヤー、マクロス ゼロ、ゼノサーガシリーズなど）
- 磯光雄（老人Z、GHOST IN THE SHELL / 攻殻機動隊など）
- 石渡マコト（革命機ヴァルヴレイヴ、翠星のガルガンティア、ROBOTICS;NOTES、OBSOLETEなど）
- 出渕裕（宇宙戦艦ヤマト、パトレイバー、ガサラキなど多数）
- 板橋克己（宇宙戦艦ヤマト、銀河鉄道999など）
- 稲田航（フレームアームズ、機動戦士ガンダム 水星の魔女など）
- 海老川兼武（フルメタル・パニック!シリーズ、機動戦士ガンダム00、機動戦士ガンダムAGEなど）
- Mがんぢー（コンパチヒーローシリーズ、スーパーロボット大戦シリーズ）
- 大河原邦男（ダイターン3、ガンダム、ボトムズ、勇者シリーズなど多数）
- 大久保淳二（フォー・ザ・バレル、鉄騎など）
- 大畑晃一（トップをねらえ!、ヤマトタケルなど）
- 大張正己（銀装騎攻オーディアン、スーパーロボット大戦シリーズなど）
- 柿沼秀樹（メガゾーン23、ガルフォースなど）
- カトキハジメ（ガンダムシリーズ、バーチャロンシリーズ、スーパーロボット大戦シリーズなど）
- 河森正治（マクロスシリーズ、アーマード・コアシリーズ、アクエリオン、エウレカセブンなど多数）
- 形部一平（ガンダム Gのレコンギスタ、機動戦士ガンダム 鉄血のオルフェンズなど）
- 小林誠（機動戦士ガンダムΖΖ、ジャイアントロボ THE ANIMATION -地球が静止する日など）
- コヤマシゲト（STAR DRIVER 輝きのタクト、解放少女、ダーリン・イン・ザ・フランキス）
- さとうけいいち（THE ビッグオー、マジンカイザーなど）
- 佐藤道明（ラーゼフォン）
- 佐山善則（パトレイバー、テッカマンブレードなど）
- JNTHED（機動戦士ガンダム 水星の魔女）
- 清水栄一（鉄のラインバレル、ULTRAMAN）
- 神宮司訓之（銀装騎攻オーディアン、スクライド、アクセル・ワールド）
- 竹内敦志（スカイ・クロラ、APPLESEED、イノセンス、魁!!クロマティ高校など）
- 谷口欣孝（たにめそ）（スーパーロボット大戦シリーズ、武装神姫シリーズなど）
- 寺岡賢司（攻殻機動隊 STAND ALONE COMPLEX、BLOOD+、機動戦士ガンダム00など）
- 寺島慎也（SDガンダムシリーズ、スーパーロボット大戦シリーズなど）
- 天神英貴（マクロスシリーズ、ナイツ&マジック、バック・アロウなど）
- 中沢数宣（魔神英雄伝ワタル、リューナイトなど）
- 永野護（重戦機エルガイム、機動戦士Ζガンダム、ブレンパワードなど）
- 中原れい（NG騎士ラムネ&40、トライゼノン、ゼーガペインなど）
- Niθ（デモンベイン、ブラスレイター）
- 野中剛（スーパー戦隊シリーズ、SSSS.GRIDMAN、SSSS.DYNAZENON）
- 樋口雄一（伝説巨神イデオン、魔境伝説アクロバンチ、銀河旋風ブライガーなど多数）
- 福地仁（聖刻シリーズ、スーパーロボット大戦シリーズ、機動戦士ガンダム00など）
- 藤岡建機（メダロットシリーズ、機動戦士ガンダム MS IGLOO、ADVANCE OF Ζ ティターンズの旗のもとに）
- 藤田一己（機動戦士Ζガンダム、青の騎士ベルゼルガ物語、勇者王ガオガイガーFINALなど）
- 堀井敏之（鋼鉄神ジーグ、マジンカイザーSKL）
- 峰岸達実（銀河鉄道物語 〜永遠への分岐点〜、魔豆奇伝パンダリアン、BURN-UP Wなど）
- 宮武一貴（宇宙戦艦ヤマト、宇宙海賊キャプテンハーロック、ダンバイン、マクロスシリーズなど多数）
- 村上克司（スーパー戦隊シリーズ、コン・バトラーV、ボルテスV、六神合体ゴッドマーズなど多数）
- 村田護郎（神無月の巫女、破邪巨星Gダンガイオーなど）
- 森木靖泰（忍者戦士飛影、冥王計画ゼオライマー、機動戦士ガンダム 閃光のハサウェイなど）
- 安田朗（OVERMANキングゲイナー、コードギアスシリーズなど）
- 柳瀬敬之（機動戦士ガンダム00、ブレイクブレイド、フレームアームズなど）
- 山下いくと（新世紀エヴァンゲリオン、戦闘妖精雪風）
- やまだたかひろ（マシンロボシリーズ、エルドランシリーズなど）
- 山田起生（GR-GIANT ROBO-、マジンカイザーなど）
- 山根公利（カウボーイビバップ、無限のリヴァイアス、機動戦士ガンダムSEEDなど多数）
- 吉成曜（天元突破グレンラガン）
- 鷲尾直広（宇宙のステルヴィア、蒼穹のファフナー、機動戦士ガンダム00など）
- 渡部隆（SF新世紀レンズマン、電脳都市OEDO808、MEMORIES 彼女の想いでなど）

その他アニメ関係者一覧、Category:メカニックデザイナーも参照のこと